# Ulica Połczyńska w Warszawie
Ulica Połczyńska – ulica w dzielnicach Wola i Bemowo w Warszawie
Ulica przebiega przez Chrzanów i Jelonki Południowe na Bemowie. Zaczyna się przy skrzyżowaniu z ulicą Studzienną jako przedłużenie ulicy Wolskiej, przecina ulicę Powstańców Śląskich i przechodzi w ulicę Poznańską w gminie Ożarów Mazowiecki.

## Historia
Ulica to dawna droga prowadząca z Warszawy przez Wolę na zachód, w kierunku Błonia. Jako jedna z ważniejszych dróg była również głównym kierunkiem przemarszów wojsk w czasie kolejnych wojen, stąd miała znaczenie także militarne, co doceniono w XIX wieku, budując tu fort pierścienia wewnętrznego Twierdzy Warszawa – tzw. Fort Wola oraz fort pierścienia zewnętrznego tzw. fort Chrzanów na przedpolu twierdzy.
W 1657 traktem tym nacierały w kierunku Warszawy wojska szwedzkie w czasie potopu szwedzkiego niszcząc m.in. zabudowę wsi Chrzanów, Odolany i Wielka Wola. Kolejne zniszczenia zabudowę ulicy dotknęły w czasie insurekcji kościuszkowskiej, w czasie powstania listopadowego, a później w czasie obrony Warszawy w 1939 i w czasie powstania warszawskiego i rzezi Woli w 1944.
Zabudowa w sąsiedztwie ulicy związana była od zawsze z obsługą traktu – znajdowały się tu liczne karczmy, sklepy, kuźnie i inne. Jeszcze w II poł. XIX wieku na odcinku pomiędzy Młynarską a Szosą Bemowską (dziś Powstańców Śląskich) znajdowało się 27 lokali z wyszynkiem, zapewne nie tylko nastawionymi na konsumpcję. 
W obszarze Chrzanowa i Jelonek Południowych w XIX wieku powstało wiele cegielni – największa z nich to fabryka dachówek Bogumiła Schneidera, której śladem są dziś Glinianki Schneidra. W okresie późniejszym wybrukowana kocimi łbami, prawdopodobnie częściowo granitową kostką na styku z Wolską. W związku z fatalnym stanem nawierzchni ulica ta słynna była w okresie powojennym z dużej ilości warsztatów samochodowych.
Została włączona do Warszawy w 15 maja 1951 pod stosowaną wtedy tradycyjną nazwą Szosa Poznańska. Obecną nazwę nadano ulicy uchwałą z dnia 12 kwietnia 1954.
Od lat 60. do reformy sieci drogowej w lutym 1986 roku ulica stanowiła część drogi państwowej nr 17 oraz do połowy lat 80. dróg międzynarodowych E8 i E12, następnie do końca 2013 roku stanowiła fragment miejskiego odcinka drogi krajowej nr 2 i trasy europejskiej E30. Obecnie posiada kategorię drogi powiatowej.
1 sierpnia 1992 oddano do użytku przedłużenie linii tramwajowej od pętli przy cmentarzu Wolskim do skrzyżowania z ulicą Powstańców Śląskich. W trakcie budowy zniszczono ślady starej zabudowy ulicy pozostawiając jedynie stare kapliczki.
Zabudowa wzdłuż ulicy ma związek nadal z jej funkcją jako jednej z głównych arterii wylotowych z miasta. Znajdują się przy niej m.in. warsztaty, salony i komisy samochodowe, stacje paliw i hotele.

## Ważniejsze obiekty
- Centrum handlowe Fort Wola
- Ciepłownia Wola
- Stacja metra Karolin